# Tales Machado
Tales Machado de Souza (São Paulo, 2006) é um pianista brasileiro. É reconhecido como um dos principais nomes da nova geração de pianistas do país. Seu talento foi reconhecido por pianistas como Miguel Proença, Janusz Olejniczak e Sylvia Thereza.

## Carreira

### Formação inicial
Machado nasceu em uma família ligada à arte. Seu primeiro contato com o piano ocorreu aos seis anos de idade, durante uma visita à casa de uma tia pianista, momento que despertou sua paixão pelo instrumento. Aos sete anos, iniciou seus estudos musicais de forma autodidata; aos oito, realizou seu primeiro concerto em sua cidade natal, São Paulo.

### Educação formal
Estudou piano na Fundação das Artes de São Caetano do Sul, onde foi orientado pela professora Cláudia Siste. Em 2024, aos 18 anos, ingressou no curso de Música da Universidade de São Paulo. Atualmente, estuda na classe do professor Eduardo Monteiro. Também participa do Laboratório de Piano (LaP) da instituição.

### Reconhecimento
Em 2021, aos 15 anos, conquistou o primeiro lugar no IV Turno do XXX Concurso de Piano Souza Lima, considerado um dos mais importantes concursos de piano do país. Em 2024, aos 17 anos, foi convidado pelo pianista Miguel Proença, ex-presidente da FUNARTE e ex-diretor da Sala Cecília Meirelles, para ser seu parceiro musical. Em 2025, realizou apresentações internacionais no festivalPianíssimo em Moscou, São Petersburgo (no Palácio de Inverno do Hermitage) e Nijni Novgorod, tendo sido classificado como "um mestre da expressão do Brasil" pela imprensa local, e em São Paulo, no Teatro B32.

### Parcerias
É parceiro da Uaná – Association pour les Arts, organização que promove concertos e iniciativas culturais mundialmente.